# Shinee
Shinee (/ˈʃaɪniː/; кор. 샤이니; яп. シャイニー; произносится как «сяйни» или «сяини», стилизуется как SHINee) — южнокорейский бойбенд, основанный в 2008 году компанией S.M. Entertainment. Коллектив состоит из четырёх участников: Оню (он же лидер), Кхи, Минхо и Тхэмина. Главный вокалист группы, Джонхён, умер в декабре 2017 года.
SHINee были представлены как бойбенд, исполняющий песни в жанре современный ритм-н-блюз с целью быть законодателями трендов во всех областях музыки, моды, танцев и т. д. Они дебютировали в мае 2008 года с мини-альбомом Replay и одноимённым синглом «누난 너무 예뻐 (Replay)». Группа привлекла внимание за счёт распространения модного тренда среди студентов и школьников, что в итоге СМИ назвали «трендом SHINee». В августе того же года был выпущен их первый корейский студийный альбом The Shinee World, за который они выиграли номинацию «Лучший новый альбом года» на Golden Disk Awards. SHINee закрепили популярность на корейской сцене с последующим выходом синглов «Ring Ding Dong» и «Lucifer», которые стали хитами. «Ring Ding Dong» стала № 1 в корейских чартах и завоевала популярность по всей Азии. «Lucifer» получила номинацию «Лучший танец» на Mnet Asian Music Awards в 2010 году за отличающуюся и выдающуюся хореографию. В 2012 году был выпущен четвёртый мини-альбом Sherlock, который стал пятым самым продаваемым альбомом того года (более 180 тысяч проданных копий). Группа также была включена в список «Самые влиятельные корейские знаменитости» по версии Forbes два раза — в 2014 и 2016 годах.
В середине 2011 года SHINee подписали контракт с EMI Records Japan, чтобы начать официальное продвижение на японской сцене. Японская версия «Replay» разошлась тиражом более 91 тысячи копий в первую неделю, общие же продажи превысили отметку в 100 тысяч, что стало рекордным показателем для дебютных японских синглов среди всех корейских групп на тот момент времени. 7 декабря был выпущен дебютный японский студийный альбом The First, и вскоре он, как и дебютный сингл, получил золотую сертификацию RIAJ за продажи, преодолевшие 100 тысяч копий. В том же году SHINee также провели японскую премиум встречу в студии «Эбби-Роуд», став первыми азиатскими артистами, выступившими там. Два года спустя они выпустили второй японский альбом Boys Meet U, и в последующие годы также был выпущен ряд успешных японских релизов: I’m Your Boy (2014), D×D×D (2016) и Five (2017).
SHINee признаны одной из лучших корейских групп, выступающих с живым звуком, они известны своей синхронной и сложной хореографией; в категории «Лучший танец» на Mnet Asian Music Awards они побеждали трижды: в 2012 («Sherlock»), 2013 («Dream Girl») и 2015 («View») годах. Хотя отличительным музыкальным стилем группы является современный R&B, они известны своими экспериментами, в том числе с такими жанрами, как фанк-рок, хип-хоп и EDM. Популярность SHINee в родной стране обеспечила им большое количество наград и титул «принцы корейской музыки».

## Карьера

### 2008—10: Дебют,The Shinee World, рост популярности иLucifer

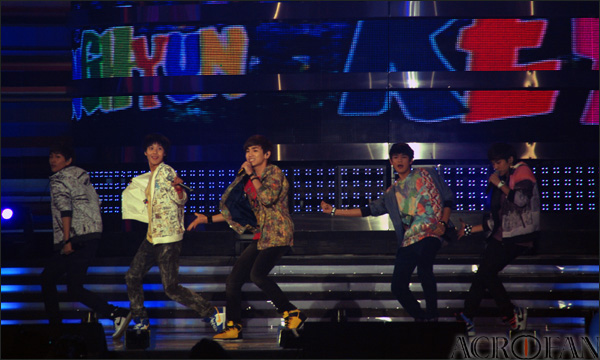
SHINee в ноябре 2008 года. Слева направо: Оню, Тхэмин, Кхи, Минхо и Джонхён

До дебюта SHINee S.M. Entertainment представило свой новый бойбенд как группу, исполняющую песни в жанре современный ритм-н-блюз с целью быть законодателями трендов во всех областях музыки, моды, танцев и т.д. Название группы — это комбинирование слова «shine» (рус. сиять) и суффикса «ee», означающее «тот, кто распространяет свет». 25 мая 2008 года был выпущен дебютный мини-альбом Replay, который дебютировал в топ-10 корейского альбомного чарта и достиг пиковой 8 строчки, продажи за первую половину года составили 17 975 копий. В день выхода альбома SHINee также дебютировали на сцене Inkigayo.
В июне SHINee одержали победу в номинации «Новичок месяца» на Cyworld Digital Music Awards; в августе они победили в номинации «Новая горячая звезда» на Mnet Choice Awards. В том же месяце был выпущен их первый студийный альбом The SHINee World, который дебютировал в топ-3 корейского альбомного чарта, а продажи составили 30 тысяч копий. Главный сингл «산소 같은 너 (Love Like Oxygen)», являющийся кавером «Show The World» Мартина Хедегаарда, в оригинале был написан командой датских композиторов, таких как Томас Троелсен, Remee и Лукас Секон. 18 сентября группа впервые одержала победу на M!Countdown, что ознаменовало их первый трофей музыкального шоу с момента дебюта. 3 октября SHINee выступили как одни из представителей Южной Кореи на музыкальном фестивале Asia Song Festival, где одержали победу в номинации «Лучшие новички» вместе с японской группой Berryz Kobo. 30 октября состоялась премия Style Icon Awards, где они получили награду «Лучший стиль». В тот же день было выпущено переиздание их альбома The SHINee World, содержащее три новых песен: «Forever or Never», ремикс «Love Should Go On» и новый сингл «Amigo». «A.Mi.Go» является сокращенной версией корейской фразы «арымдаун минёрыль чонахамён косэнханда» (кор. 아름다운 미녀를 좋아하면 고생한다), что можно перевести как «ты будешь страдать, если влюбишься в красавицу».
В ноябре SHINee посетили юбилейную десятую церемонию Mnet Asian Music Awards, где победили в номинации «Лучшая новая мужская группа», обойдя таких новичков, как U-KISS, 2PM, 2AM и Mighty Mouth. На двадцать третьей премии Golden Disk Awards они выиграли награду «Лучший новый альбом года» за The SHINee World.

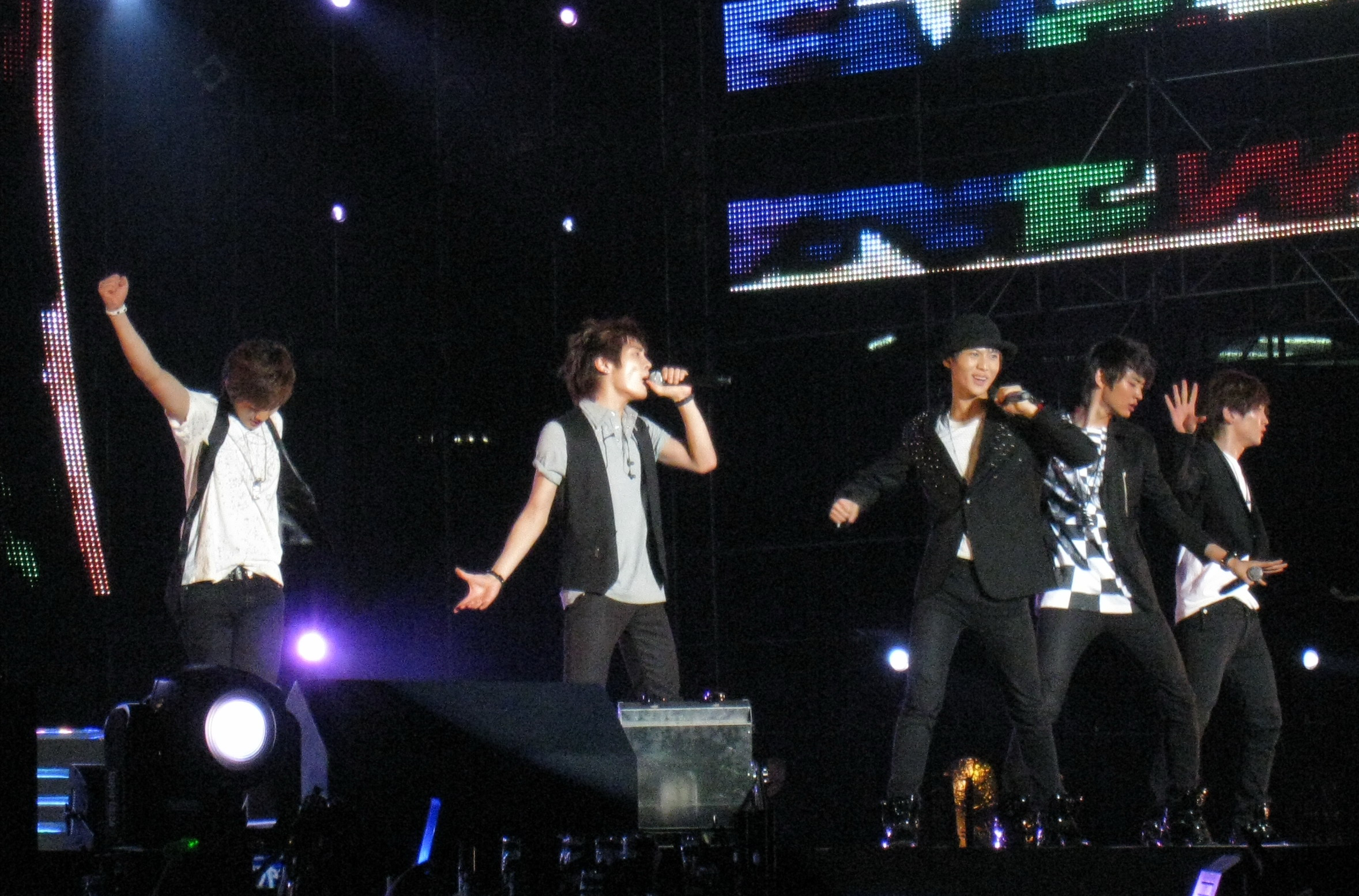
SHINee на SM Town в Бангкоке, февраль 2009 года. Слева направо: Оню, Джонхён, Тхэмин, Минхо и Кхи

В феврале 2009 года SHINee наряду с Davichi и Mighty Mouth выиграли номинацию «Лучшие новички» на восемнадцатой премии Seoul Music Awards. Второй мини-альбом Romeo был выпущен 25 мая, а сингл «Juliette» неделей ранее. Песня является инструментальным ремейком сингла «Deal with It» Корбина Блю. Впервые с «Juliette» SHINee выступили в июне на Music Bank, где они также смогли занять первое место.
19 октября была выпущена цифровая версия третьего мини-альбома 2009, Year of Us, тремя днями позже в продажу поступили физические копии. Сингл «Ring Ding Dong» был выпущен в цифровом формате 14 октября и моментально оккупировал вершины музыкальных чартов, завоевав большую популярность во всей Азии. В декабре SHINee и Super Junior были удостоены награды за популярность на Golden Disk Awards.
19 июля 2010 года был выпущен второй студийный альбом Lucifer, завоевавший вершины чартов по цифровым и физическим продажам. Песни «были выбраны тщательнее, чем когда-либо» и «альбом даёт слушателям отличный шанс познать разнообразие музыкальных персонажей и более взрослый вокал участников». 23 июля состоялось первое выступление на Music Bank. За выдающуюся хореографию «Lucifer» получила номинацию на Mnet Asian Music Awards. Lucifer стал шестым самым продаваемым альбомом по итогам 2010 года, продажи составили более 120 тысяч копий. 21 августа SHINee приняли участие в SMTown Live '10 World Tour. В октябре было выпущено переиздание Lucifer — Hello. 26 декабря было подтверждено начало первого концертного тура — SHINee World в Токио.

### 2011—12: Японский дебют,The FirstиSherlock

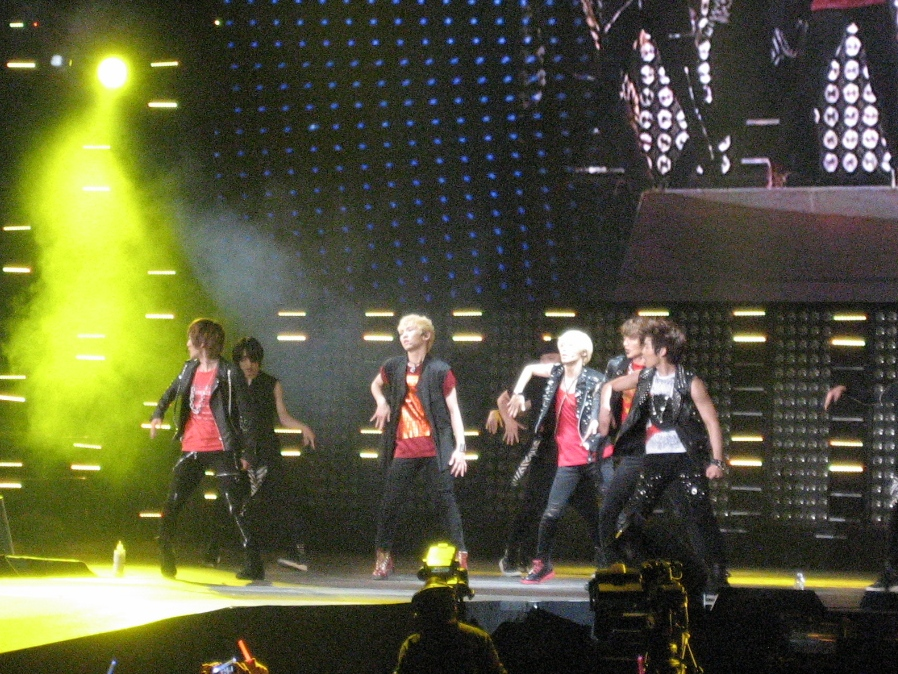
SHINee на SM Town в Нью-Йорке, октябрь 2011 года. Слева направо: Оню, Кхи, Тхэмин, Минхо и Джонхён

1 января 2011 года SHINee выступили в Сеуле на Олимпийской арене в рамках SHINee World; в течение года также было дано несколько концертов в Японии. 25 и 26 января группа приняла участие в японской ветке SMTown Live '10 World Tour, позже состоялись концерты в Зените (Париж), Токио Доум (Токио) и Мэдисон-сквер-гарден (Нью-Йорк) 22 июня состоялся выход японской версии сингла «Replay», что ознаменовало дебют SHINee в Японии. Продажи в первую неделю составили более 91 тысячи копий, и вскоре «Replay» получил золотую сертификацию от RIAJ за достижение 100 тысяч проданных копий. На тот момент это был рекордный показатель продаж для дебютного японского сингла среди всех корейских групп.
19 июня SHINee стали первыми азиатскими артистами, выступившими в студии «Эбби-Роуд». 22 июля начался первый японский тур, в рамках которого провели несколько шоу по всей стране. 28 августа и 12 октября были выпущены японские версии «Juliette» и «Lucifer». 9 августа группа приняла участие в благотворительном мероприятии помощи детям из Африки. В ноябре SHINee были приглашены на фестиваль корейского кино, проходивший в Лондоне, где выступили на открытии, дав часовой концерт, билеты на который были распроданы за несколько минут. Это также сделало их первыми корейскими артистами, проводившими данное мероприятие в Лондоне.

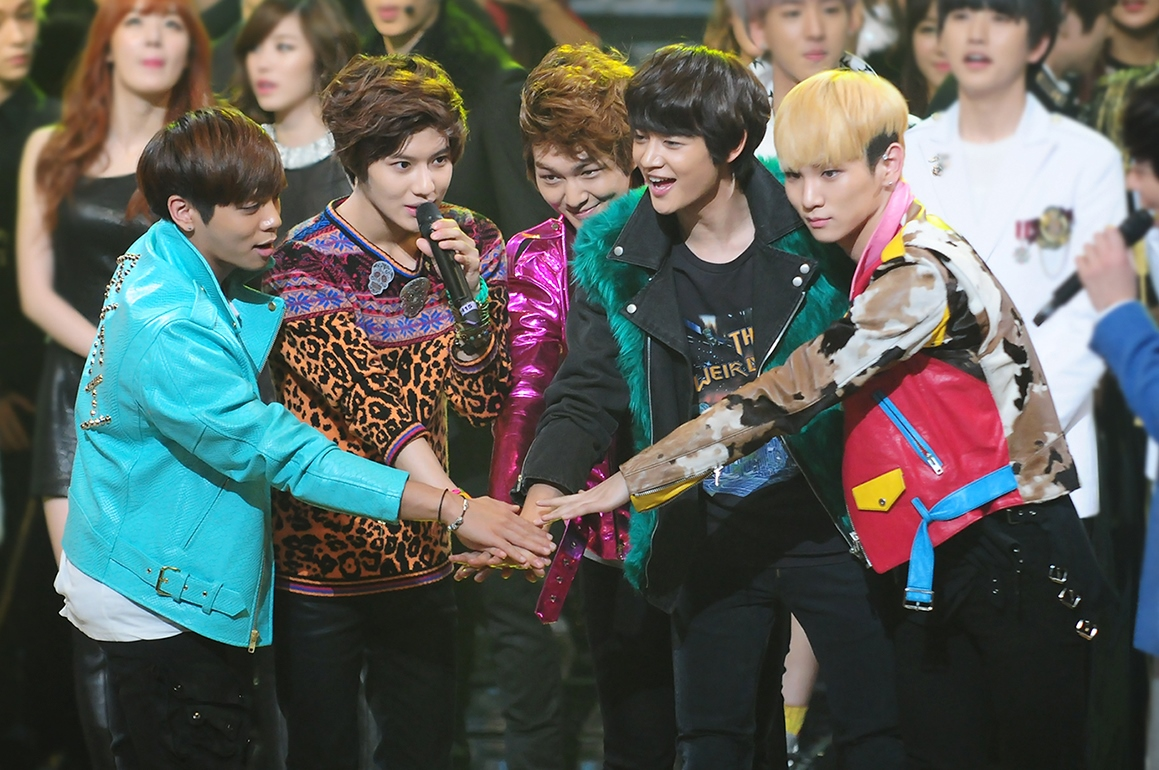
SHINee на MBC Gayo Daejejeon, декабрь 2012 года. Слева направо: Джонхён, Тхэмин, Оню, Минхо и Кхи

Дебютный студийный японский альбом The First был выпущен 7 декабря. В него было включено пять новых песен помимо семи ранее выпущенных японских версий корейских синглов. Стандартная версия также содержала в себе саундтрек «Stranger» к японской дораме «6 незнакомцев». The First получил золотую сертификацию от RIJA за продажи, преодолевшие отметку в 100 тысяч копий. 8 декабря Тхэмин, Оню и Кхи дебютировали как сценаристы и выпустили фильм о путешествиях «Дети солнца», рассказывающий об их поездке в Барселону. Участники делали фотографии и писали комментарии самостоятельно. SHINee также приняли участие в записи альбома 2011 Winter SMTown — The Warmest Gift с кавер-версией «Last Christmas». Альбом был выпущен 13 декабря. 24 декабря был проведён концерт в зале Токийского международного форума. Всего провели три шоу, посещаемость составила 15 тысяч человек. Они выступали с шестью песнями, включая дебютные японские синглы «Replay (Kimi wa Boku no Everything)», «Lucifer» и «To Your Heart». 28 декабря Tower Records Japan объявили, что SHINee победили в номинации «Артист Года» на K-Pop Lovers! Awards 2011.
Четвёртый корейский мини-альбом Sherlock был выпущен на цифровых носителях 19 марта 2012 года, релиз же физических версии состоялся 21 марта. По результатам года он стал пятым самым продаваемым альбомом (более 180 тысяч проданных копий). 26 марта SHINee стали одними из владельцев акций S.M. Entertainment, каждый получил по 340 акций (около 13 600 долларов на каждого участника). Японская версия «Sherlock» была выпущена 16 мая. 25 апреля группа начала свой первый масштабный японский тур SHINee World 2012. В общей сложности состоялось 20 концертов: в Фукуоке, Саппоро, Нагое, Осаке, Кобе, Токио и Хиросиме. За всё шоу посещаемость составила 200 тысяч человек, что стало рекордным показателем для дебютного японского тура. 20 мая SHINee приняли участие в SMTown Live World Tour III в Хонда-центре в Анахайме, Калифорния. Второй концертный тур SHINee World II стартовал 21 июля с концертов на Олимпийской арене в Сеуле.
Оригинальный японский сингл «Dazzling Girl» был выпущен 10 октября. Продажи в первую неделю составили 97 111 копий; он также стал темой для «Шоу Sukkuri». 19 ноября SHINee и актёр Ким Су Хён получили награду Министерства Культуры на Korean Popular Culture & Arts Award в Олимпийском парке. На Mnet Asian Music Awards они одержали победу в номинации «Лучший танец» за хореографию к корейскому синглу «Sherlock (Clue + Note)». Балладный японский сингл 1000nen, Zutto Soba ni Ite… и концертный альбом SHINee World 2012 были выпущены 12 декабря.

### 2013—14:Dream Girl,Why So Serious?,Boys Meet U,EverybodyиI’m Your Boy

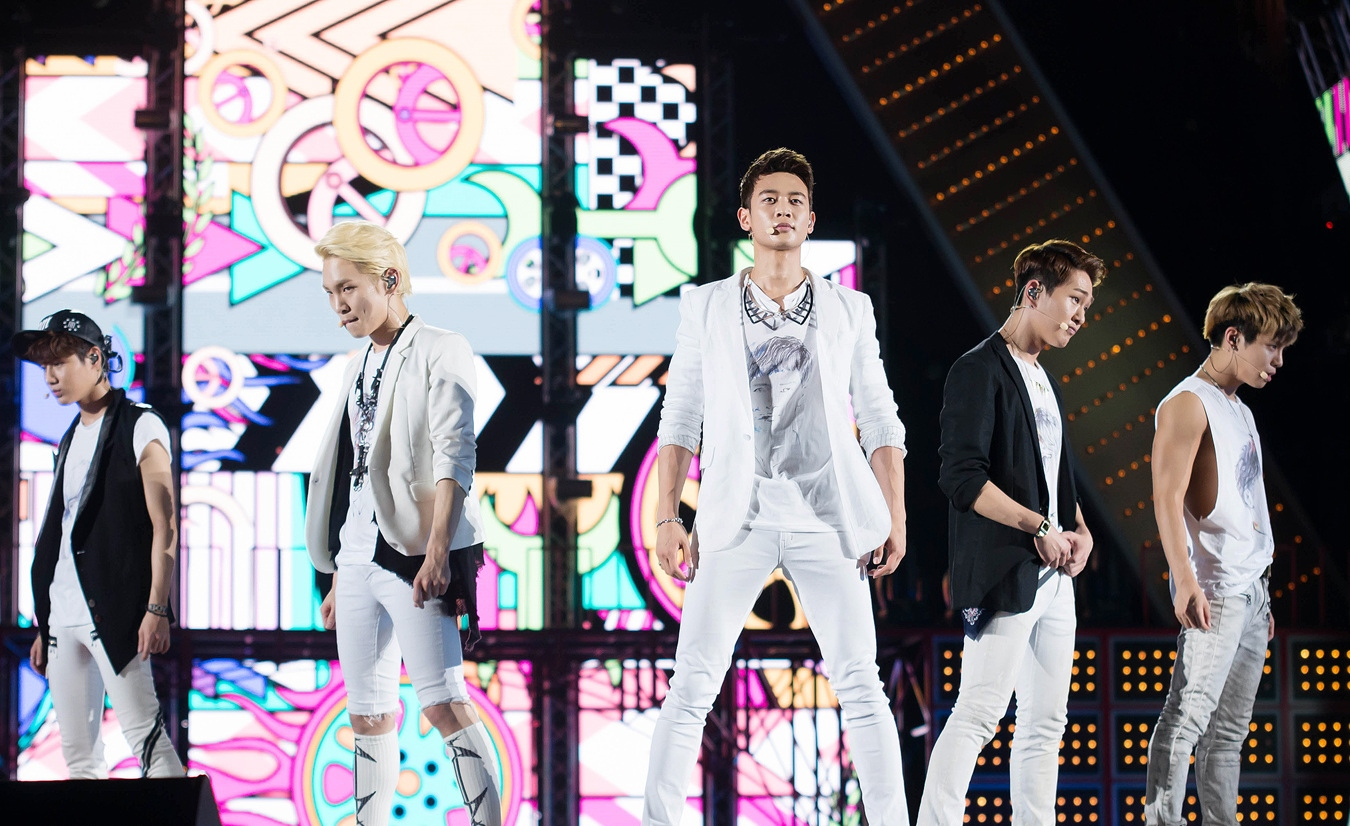
SHINee на MBC Korean Music Wave, март 2013 года. Слева направо: Тхэмин, Кхи, Минхо, Оню и Джонхён

15 января 2013 года SHINee посетили двадцать седьмую церемонию награждений Golden Disk Awards, где выиграли награду за популярность, которую ранее забирали в 2009 и 2010 годах. Они также выиграли Диск Бонсан за сингл «Shelock», что ознаменовало их вторую победу после выигрыша с «Lucifer» в 2010 году. 3 февраля MBC анонсировали запуск специального шоу, приуроченному к Лунному Новому Году и названное «Один прекрасный день с SHINee», трансляция которого началась неделей позже. По сюжету программы участники посещали различные страны по своему выбору без менеджеров, лишь со съёмочной группой. Оню посетил Таиланд, Джонхён — Японию, Кхи и Минхо — Англию, а Тхэмин поехал в Швейцарию.
Третий студийный корейский альбом состоял из двух версий: Dream Girl — The Misconceptions of You, которая была выпущена 19 февраля, и Why So Serious? — The Misconceptions of Me, выпущенная 29 апреля. Главный сингл первой части, «Dream Girl» — трек в жанре эйсид-хаус с элементами фанка. Заглавный трек второй части, «Why So Serious?» — танцевальная песня в жанре фанк-рока. Также был выпущен сборник The Misconceptions of Us, содержащий две новые песни: «Selene 6.23» и «Better Off».
13 марта был выпущен японский сингл «Fire». 26 июня был выпущен второй студийный японский альбом Boys Meet U, и 21 августа был выпущен одноимённый сингл, включающий в себя японскую версию «Dream Girl». 28 июня стартовал второй японский тур SHINee World 2013 в Сайтаме.

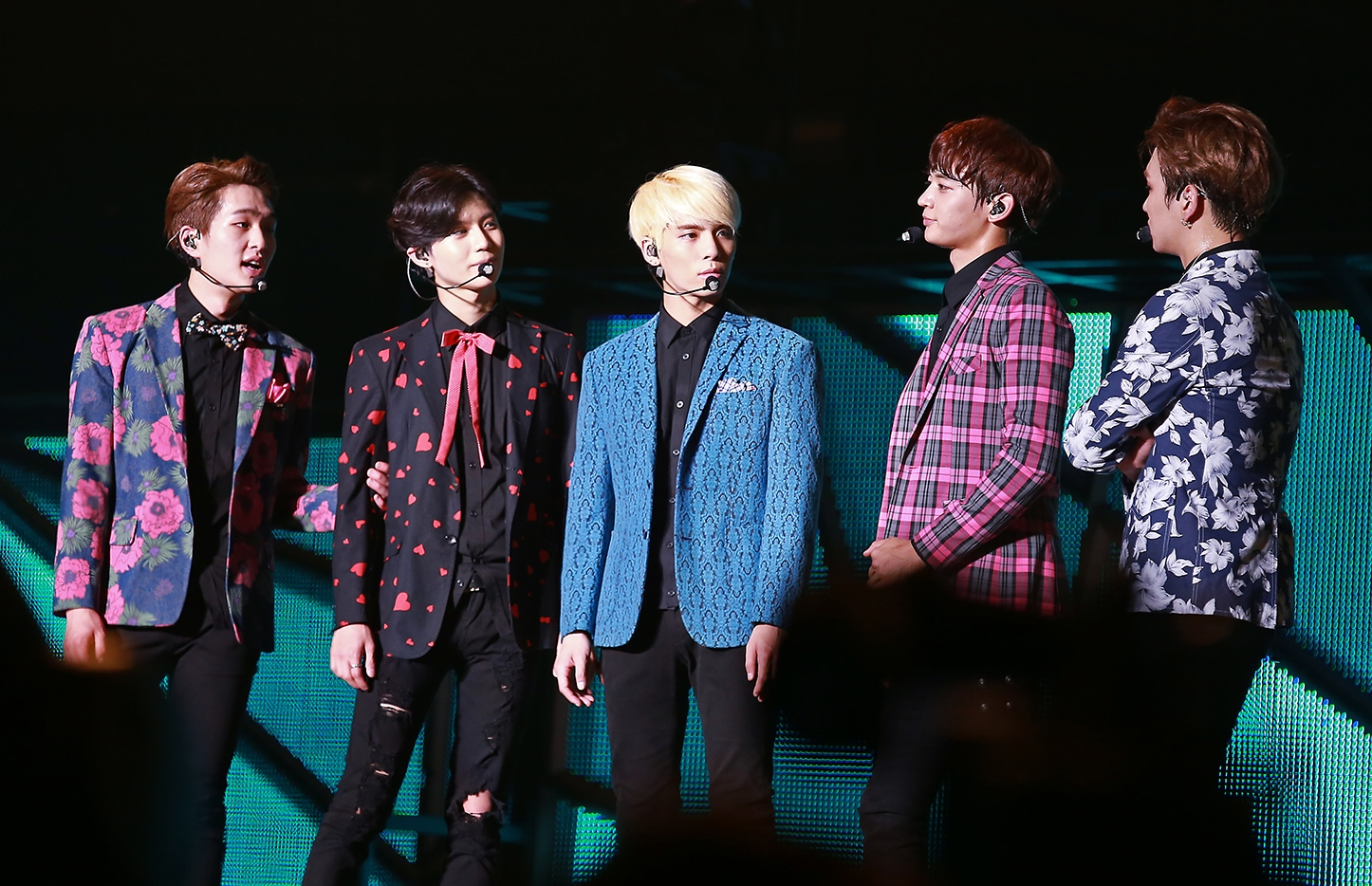
SHINee на SHINee World III в Тайване. Слева направо: Оню, Тхэмин, Джонхён, Минхо и Кхи

14 октября был выпущен пятый корейский мини-альбом Everybody. 6 ноября S.M. Entertainment анонсировали специальную концертную неделю SMTown Week, которую SHINee открыли 21 декабря. В ноябре группа одержала победу в номинации «Артист Года» на Melon Music Awards, основываясь на цифровых продажах и онлайн-голосовании. Это была первая крупная награда (или же дэсан) SHINee с момента дебюта.
24 февраля 2014 года SHINee были выбраны послами Каннамгу. 8 марта стартовал третий концертный тур SHINee World III, где было добавлено больше концертов в Латинской Америке. 2 апреля было выпущено DVD-издание SHINee World II.
25 июня Universal Music Japan выпустили десятый японский сингл «Lucky Star», который стал первым японским релизом SHINee под лейблом EMI Records. 24 сентября был выпущен третий студийный японский альбом I’m Your Boy.. С сентября по декабрь был проведён третий японский тур, заключительные концерты которого состоялись 14 и 15 марта 2015 года в Токио Доуме.
11 декабря было выпущено DVD-издание SHINee World II, содержащее два CD. 15 декабря S.M. Entertainment объявили о том, что SHINee удалось полностью распродать World Memorial Hall в Кобе, с 13 по 14 декабря их концерты посетили 16 тысяч человек. Таким образом, группа успешно завершила свой японский тур, общее количество посещаемости составило 200 тысяч. Кроме того, Forbes включил их в список «Самых влиятельных корейских знаменитостей» 2014 года.

### 2015:Odd,DxDxD

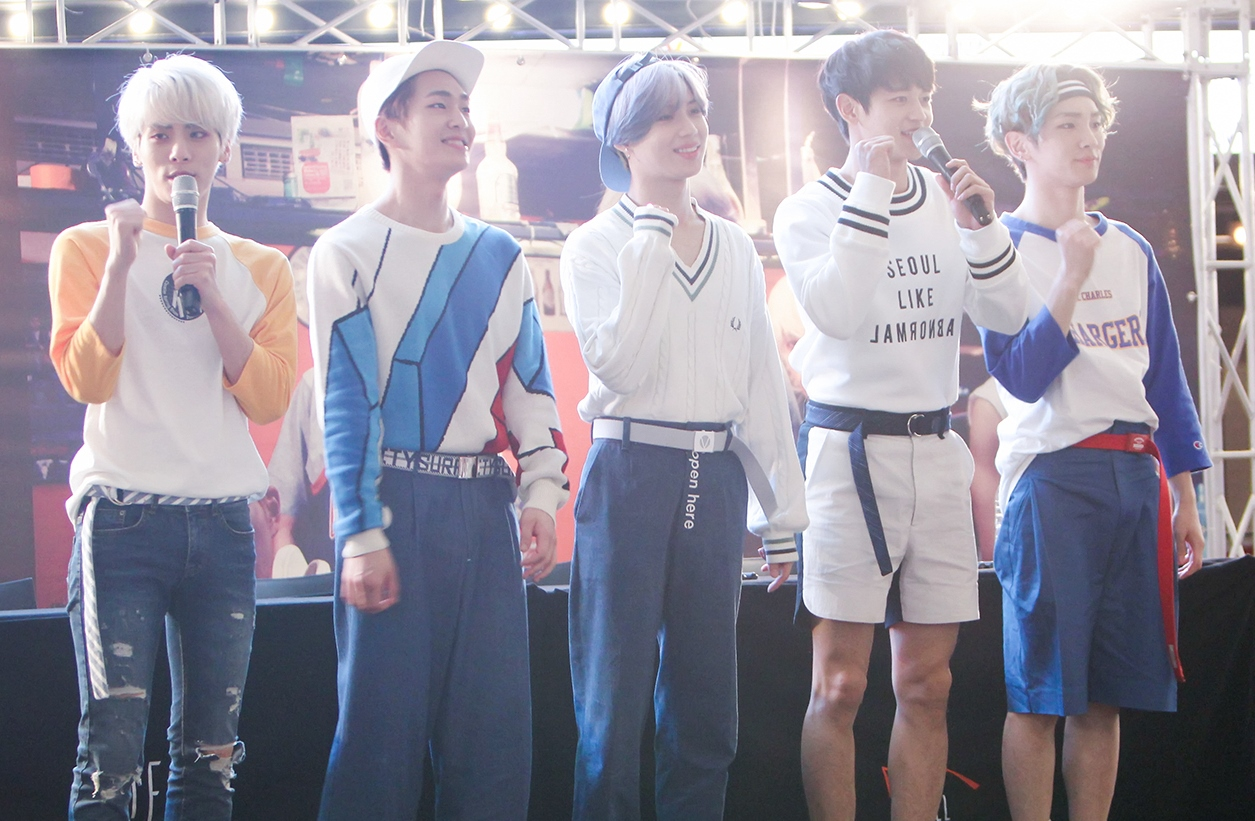
SHINee на фансайне в рамках продвижения «View», май 2015 года. Слева направо: Джонхён, Оню, Тхэмин, Минхо и Кхи

17 февраля 2015 года SHINee стали единственными корейскими знаменитостями, приглашёнными на китайскую программу, транслируемую в честь лунного Нового года — Chun Jie Wan Hui. Это шоу также имело самые высокие рейтинги по просмотрам за последние 12 лет среди других китайских программ, показываемых в это же время.
С 15 по 17 мая SHINee провели трёхдневные концерты SHINee World IV в Сеуле, где представили песни с предстоящего альбома. 18 мая состоялась премьера четвёртого корейского студийного альбома Odd, а также был выпущен видеоклип на сингл «View», написанный и спродюсированный LDN Noise и Джонхёном. «View» был самым просматриваемым к-поп клипом в мире в мае. Odd дебютировал на 9 месте в Billboard Heatseekers Albums Chart и на первом в Billboard World Albums Chart; продажи в США составили более 2 тысяч копий. Переиздание Married To the Music было выпущено 3 августа и содержало в себе четыре новые песни. По окончании года Gaon выпустил список самых продаваемых альбомов, где SHINee стали лишь одной из пяти мужских групп, попав в цифровой чарт на 41 место. Они дважды попали в чарт стриминга, оказавшись на 65 и 78 местах.
Одиннадцатый и двенадцатый японские синглы «Sing Your Song» и «DxDxD» были выпущены 25 октября и 13 декабря; «DxDxD» позже добавили в одноимённый японский альбом. 1 января 2016 года состоялся релиз четвёртого японского студийного альбома DxDxD.

### 2016—20:1 of 1,Five, смерть Джонхёна,SHINee THE BEST FROM NOW ON,The Story of Lightи армейская служба

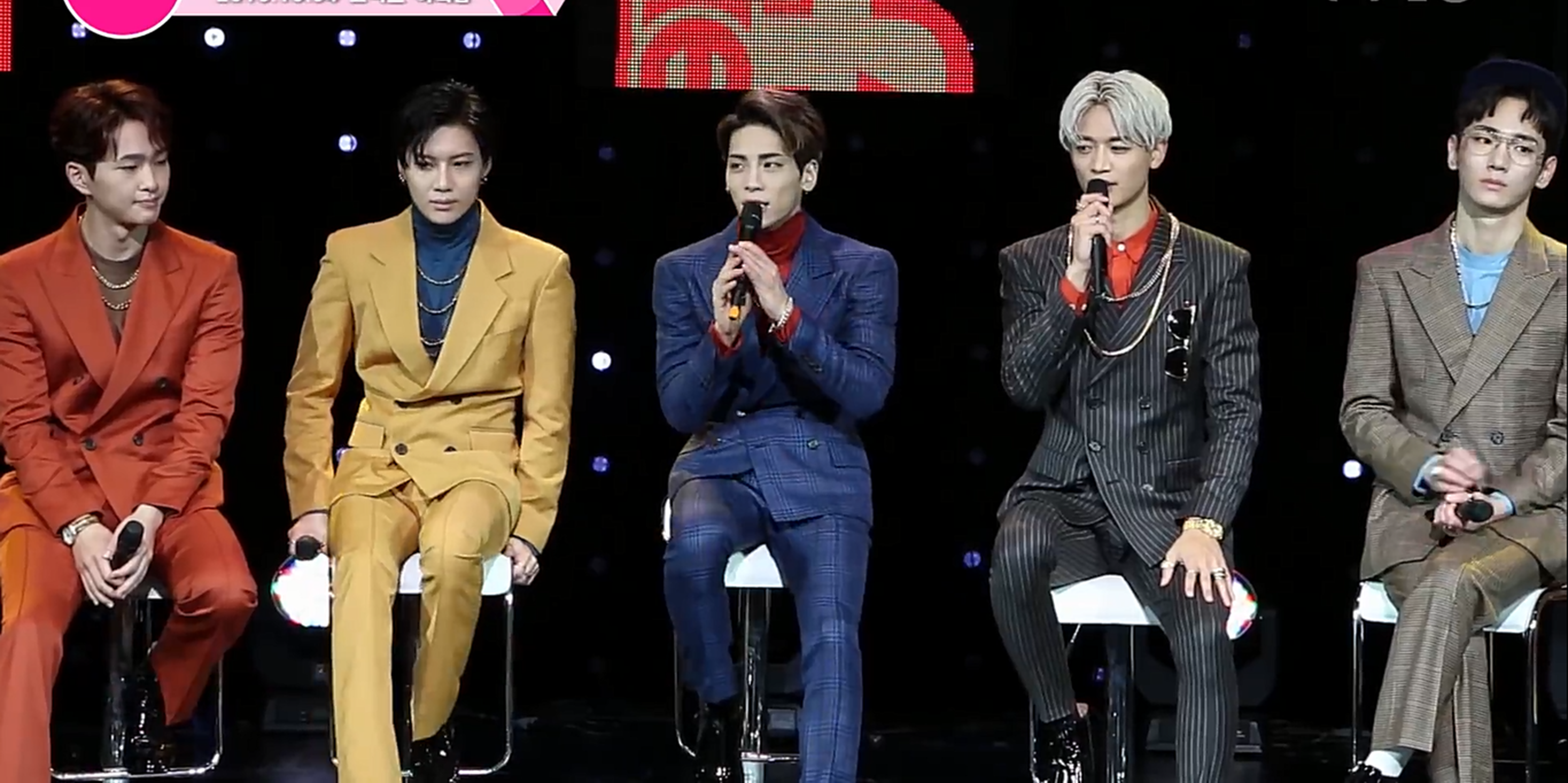
SHINee на шоукейсе «1 of 1», октябрь 2016 года. Слева направо: Оню, Тхэмин, Джонхён, Минхо и Кхи

4 сентября 2016 года SHINee провели их пятый концерт SHINee World V в Сеуле. Там они исполнили несколько новых песен из пятого студийного альбома 1 of 1, выход которого состоялся 5 октября. 1 of 1 был выпущен в ретро-жанре периода 1980-х и 1990-х. 15 ноября было выпущено переиздание 1 and 1, включающее в себя пять новых композиций. 21 декабря SHINee выпустили свой четырнадцатый японский сингл «Winter Wonderland», который дебютировал со второго места японского чарта Oricon по результатам продаж за первую неделю.
22 февраля 2017 года SHINee выпустили свой пятый студийный японский альбом Five. В качестве промоушена они отправились в японский тур SHINee World 2017, проходивший с 28 января по 30 апреля в десяти японских городах, а общее число концертов достигло двадцати пяти. В первую половину года они вошли в топ-10 по количеству зрителей, посетивших их концерты — 338 238 человек. Они также оказались на наивысшей позиции среди всех корейских артистов данного списка. В сентябре состоялось ещё несколько концертов в Токио Доум и Осака Доум.
18 декабря стало известно о том, что Джонхён совершил самоубийство. Похороны состоялись 21 декабря при участии остальных участников группы, а также других коллег SHINee и Джонхёна: Girls’ Generation, Айю, Super Junior, BTS и т. д.

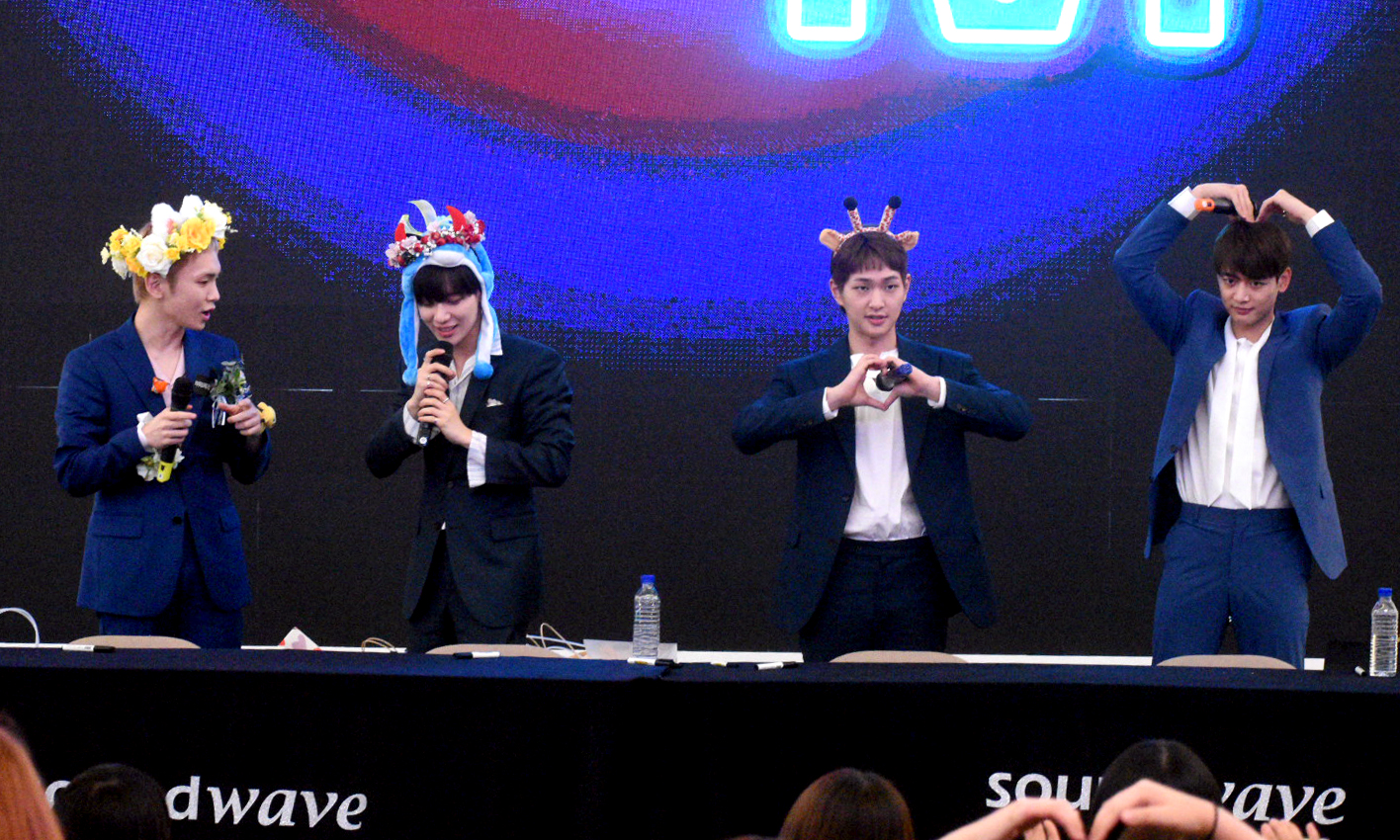
SHINee на фансайне в рамках продвижения «Our Page», июнь 2018 года. Слева направо: Кхи, Тхэмин, Оню и Минхо

9 января 2018 года SHINee подтвердили, что проведут ранее назначенные японские концерты SHINee WORLD THE BEST 2018～FROM NOW ON～ в память о Джонхёне. 17 февраля, на концерте в Осака Доум они представили песни «Everytime» и «From Now On». 19 марта в официальном японском аккаунте группы в Инстаграме была выложена полная версия «From Now On». 18 апреля был выпущен новый японский альбом「SHINee THE BEST FROM NOW ON」. В день его выхода в Японии официальным цветом фандома SHINee горело пять крупнейших башен: Телевизионная башня Токио, Башня порта Кобе, телевизионная башня в Нагое, Башня Фукуока и телевизионная башня Саппоро. В ежедневном альбомном чарте Oricon SHINee THE BEST FROM NOW ON дебютировал с первого места, продажи составили более 62 тысяч копий, что является лучшим показателем среди японских релизов группы. В мировом iTunes сборник также занял первое место.
15 мая были представлены концепт-тизеры к предстоящему камбэку The Story of Light, который приурочен к десятилетию группы. 27 мая группа провела специальный фантиминг. 28 мая состоялся релиз мини-альбома The Story Of Light, Ep.1 с синглом «데리러 가 (Good Evening)». Альбом возглавил iTunes более 25 стран. 30 мая SHINee появились в выпуске популярного ток-шоу «Звезда Радио» (англ. Radio Star), где впервые поделились мыслями по поводу своего возвращения после смерти Джонхёна: «[…] Мы работали вместе так много лет, поэтому результатом стало бы то, что мы не смогли пройти через это. Мы не хотели, чтобы это произошло, поэтому решили вернуться». Также было подтверждено участие в шоу «Еженедельный айдол». 5 июня «데리러 가 (Good Evening)» одержал победу в The Show. 11 июня был выпущен The Story of Light, Ep.2 с синглом «I Want You». По словам участников, видеоклип «I Want You» стал взглядом группы на самих себя, в то время как «데리러 가 (Good Evening)» являлся интерпретацией того как на SHINee смотрят окружающие. 21 июня в эфире M!Countdown они одержали победу, набрав максимальное количество баллов — 11 тысяч, что стало одним из лучших результатов среди корейских групп. 25 июня состоялся релиз The Story of Light, Ep.3, который завершил трилогию. Сингл «네가 남겨둔 말 (Our Page)» был написан участниками в соавторстве с Kenzie, и является посвящением для Джонхёна. Также в альбом вошёл специальный трек «Lock You Down», в котором принял участие и Джонхён. 26 июля в Токио Доум SHINee провели специальный фанмитинг.
1 августа был выпущен пятнадцатый японский сингл «Sunny Side». 9 ноября агентство подтвердило, что Оню будет зачислен на армейскую службу в активных войсках 10 декабря, место и время проведения зачисления разглашаться не будут. Кхи был зачислен на службу 4 марта 2019 года, и демобилизировался 24 сентября 2020 года; ранее, в июле, вернулся Оню. Минхо был зачислен на службу 15 апреля 2019 года, и она завершилась 15 ноября 2020 года.

### 2021: Возвращение с новым альбомом
6 января 2021 года SM сообщили, что SHINee начали подготовку к камбэку с новым альбомом, и детали будут сообщены позднее.

## Участники

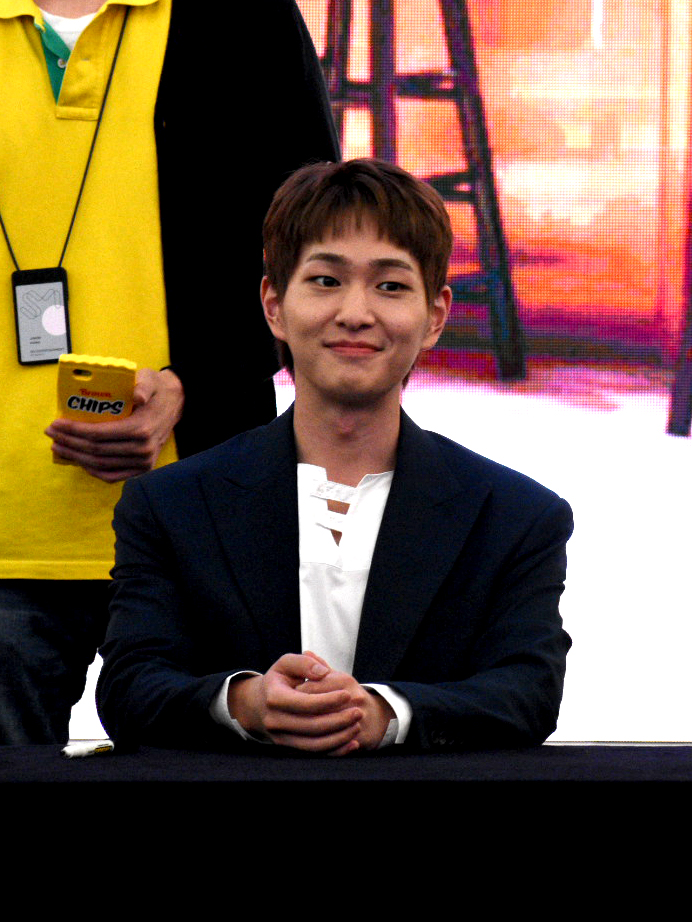
Оню
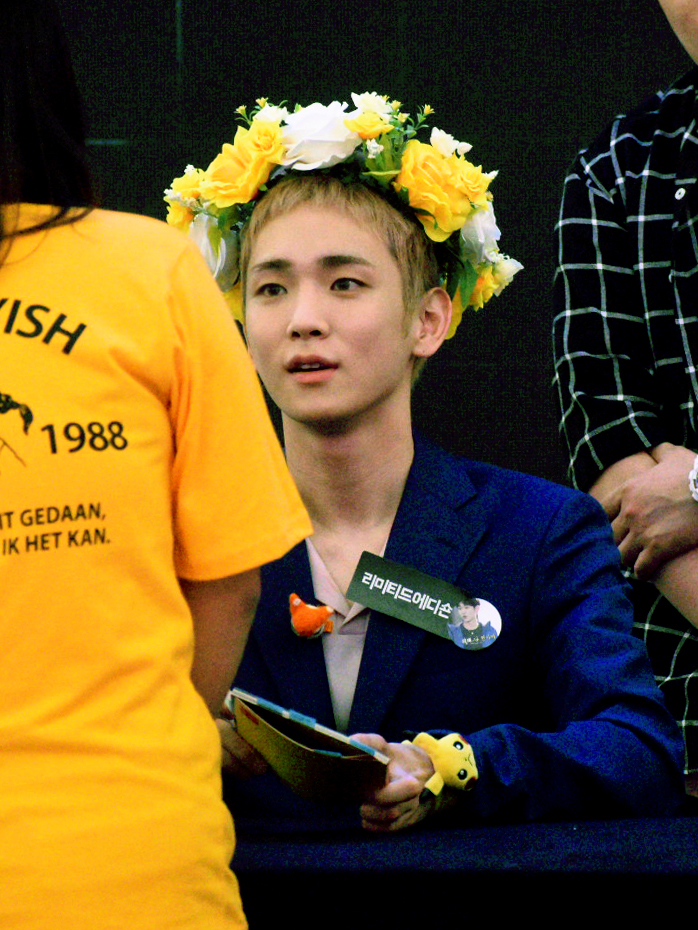
Кхи
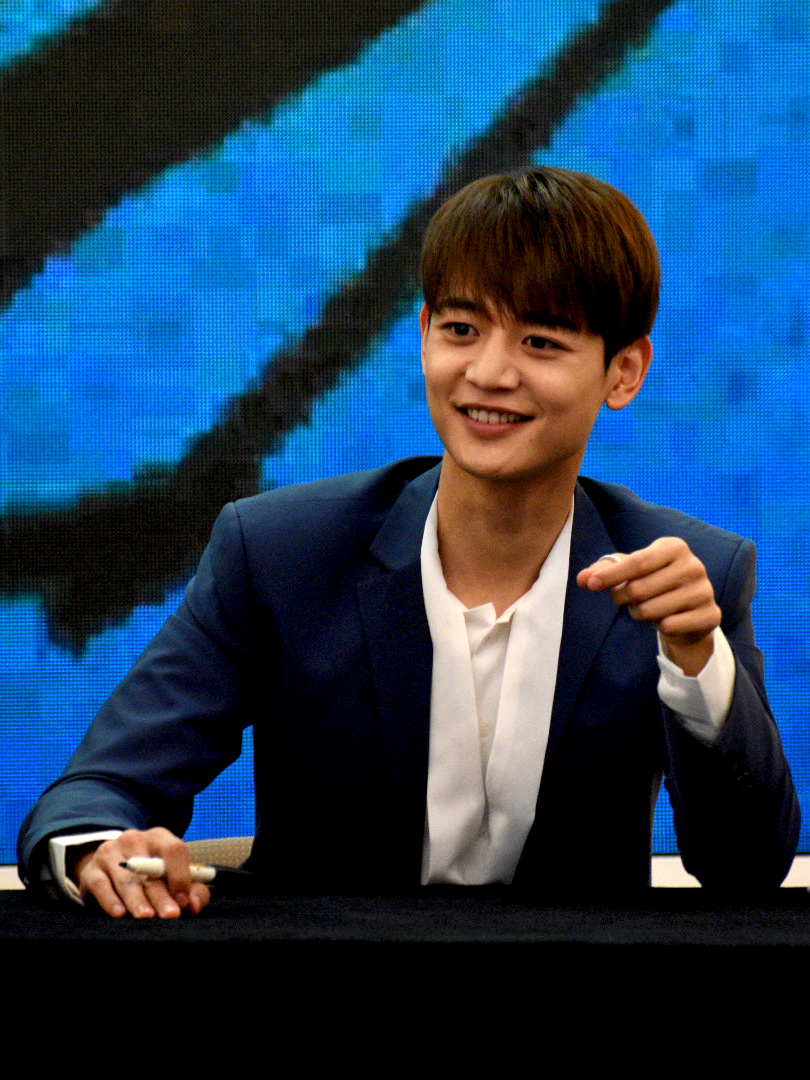
Минхо
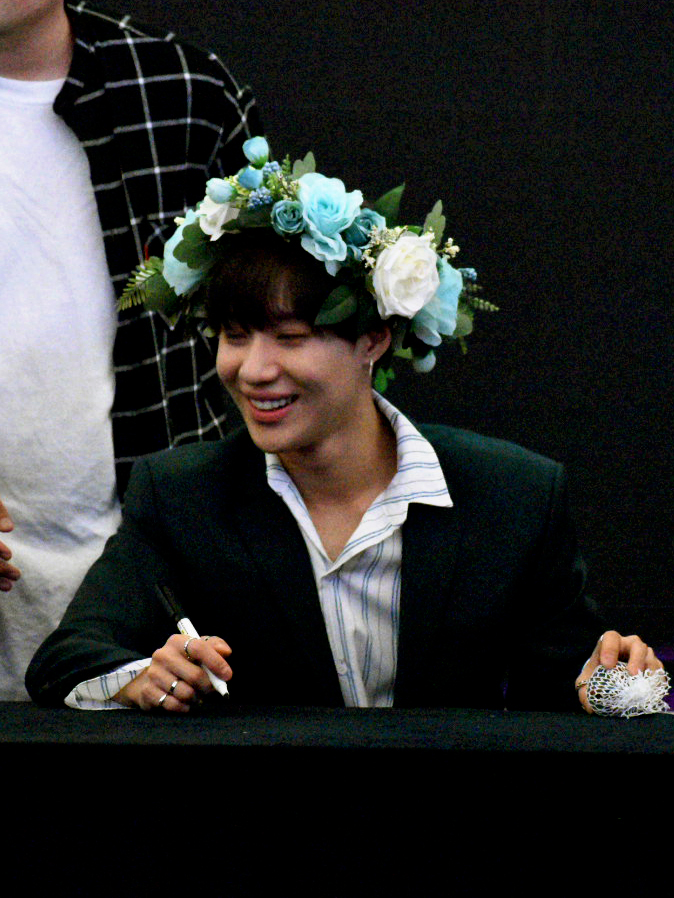
Тхэмин

| Сценический псевдоним | Сценический псевдоним | Настоящее имя | Настоящее имя | Дата рождения | Позиция в группе                             |
| Основной              | Другой                | На русском    | Хангыль       | Дата рождения | Позиция в группе                             |
| --------------------- | --------------------- | ------------- | ------------- | ------------- | -------------------------------------------- |
| Оню                   | Onew                  | Ли Джин Ки    | 이진기        | 14.12.1989    | Лидер, ведущий вокалист                      |
| Кхи                   | Key                   | Ким Ки Бом    | 김기범        | 23.09.1991    | Ведущий рэпер, ведущий танцор, вокалист      |
| Минхо                 | Minho                 | Чхве Мин Хо   | 최민호        | 09.12.1991    | Главный рэпер, вокалист, вижуал, лицо группы |
| Тхэмин                | Taemin                | Ли Тхэ Мин    | 이태민        | 18.07.1993    | Главный танцор, ведущий вокалист, маннэ      |

### Бывшие участники
| Сценический псевдоним | Сценический псевдоним | Настоящее имя | Настоящее имя | Дата рождения | Позиция в группе |
| Основной              | Другой                | На русском    | Хангыль       | Дата рождения | Позиция в группе |
| --------------------- | --------------------- | ------------- | ------------- | ------------- | ---------------- |
| Джонхён               | Jonghyun              | Ким Джон Хён  | 김종현        | 08.04.1990    | Главный вокалист |

## Факты
- Рино Накасонэ[115] из американской танцевальной команды «Beat Freaks» ставила хореографию к песням «Noona Neomu Yeppeo (Replay)», «Sanso Gateun Neo (Love Like Oxygen)», «Juliette», «Lucifer», «Hello».

## Дискография
| Корейские альбомы Студийные альбомы The SHINee World (2008) Lucifer (2010) Dream Girl — The Misconceptions of You (2013) Why So Serious? — The Misconceptions of Me (2013) Odd (2015) 1 of 1 (2016) The Story of Light (2018) Мини-альбом Replay (2008) Romeo (2009) 2009, Year of Us (2009) Sherlock (2012) Everybody (2013) | - The First (2011) - Boys Meet U (2013) - I’m Your Boy (2014) - DxDxD (2016) - Five (2017) |  |

## Концертные туры
| Хэдлайнеры Азиатские туры Shinee World (2010−11) Shinee World II (2012) Shinee World IV (2015) Мировые туры Shinee World III (2014) Shinee World V (2016−17) Японские туры Shinee World 2012 (2012) Shinee World 2013 (2013) Shinee World 2014 (2014) Shinee World 2016 (2016) Shinee World 2017 (2017) Shinee World The Best 2018 (2018) | - SMTown Live '08 (2008-09) - SMTown Live '10 World Tour (2010-11) - SMTown Live World Tour III (2012-13) - SMTown Week — «The Wizard» (2013) - SMTown Live World Tour IV (2014-15) - KCON: Париж и Лос-Анджелес (2016) - SM Town Live World Tour V в Японии (2016) - SM Town Live World Tour VI в Корее и Японии (2017) - TVXQ! Asia Tour «Mirotic» (2009) - Girls' Generation Asia Tour «Into the New World» (2009-10) |  |

## Фильмография

### Фильмы
- Это Я (2012; документальный фильм об SM Town)
- SMTown: The Stage (2015; документальный фильм об SM Town)

### Телесериалы
- Моя драгоценность (2008; камео)
- ENT (2012; персонажи мультфильма)
- Ты лучшая, Ли Сун Син (2013; камео)

### Реалити-шоу
- Shinee’s Yunhanam (2008)
- «Привет, малыш» с Shinee (2010)
- Звёздное свидание с Shinee (2012)
- Один прекрасный день с Shinee (2013)

### Официальные сайты
- Корейский Архивная копия от 1 марта 2011 на Wayback Machine
- Японский